# Nivillers
Nivillers é uma comuna francesa na região administrativa de Altos da França, no departamento de Oise. Estende-se por uma área de 7,65 km². Em 2010 a comuna tinha 212 habitantes (densidade: 27,7 hab./km²).